# 해국
해국(海菊), 왕해국은 국화과의 여러해살이풀이다.

## 특징
해국/왕해국은 대한민국 중부 이남지방, 독도의 햇볕이 잘 드는 암벽이나 경사진 곳에서 자라는 대한민국 자생식물이다. 키는 30~60cm이다. 꽃은 연한 보라색으로 가지 끝에 하나씩 달리며 지름은 3.5~4cm이다. 잎은 풍성하게 많으며 양면에 융모가 많고 어긋하게 난다.
잎은 달걀모양이며 위에서 보면 뭉치듯 전개되고, 잎과 잎 사이는 간격이 거의 없다. 잎주위는 끈적거려, 여름철에 애벌레가 많이 꼬인다. 잎은 아침나절에 꼿꼿하고 한낮에 생기를 잃다가 해가 지면 활기를 되찾는다. 해국/왕해국은 보통 관상초로 심기도 하고 식용 및 약용으로도 쓰인다. 해국/왕해국의 개화시기는 7~11월이며 열매는 11월에 성숙한다. 발아율은 70%정도로 야생화중에서 매우 높은 편으로, 꽃이 아름답고 1개월 이상 유지된다. 영남대 독도연구소가 울릉도, 독도, 동해안과 일본 서해안에서만 자생하는 해국/왕해국(Aster spathulifolius/ Aster spathulifolius Maxim)의 기원과 확산경로 등에 대해 유전자(DNA)분석 등 연구조사를 벌인 결과, 일본 서해안에 서식하고 있는 해국이 독도와 울릉도에서 일본으로 확산돼 서식하고 있는 것으로 파악됐다.

## 심는 방법
11월에 결실하는 종자를 바로 뿌리거나 냉장보관 후 이듬해 봄에 뿌린다. 종자로 번식한 개체는 2년이 지난 후 개화하기 때문에 빨리 꽃을 보고 싶으면 꺾꽂이를 하는 것이 좋다.
관리법 : 경사지고 햇볕이 잘 드는 부엽질이 많은 토양에 심는다. 물을 너무 주지 말고 마른 듯 키우면 키가 많이 자라지 않는다. 과습하면 짓무른다.